# Europese kampioenschappen boogschieten 2022 (outdoor)
De Europese kampioenschappen boogschieten 2022 waren door de World Archery Europe (WAE) georganiseerde kampioenschappen voor boogschutters. De 27e editie van de Europese kampioenschappen outdoor vonden plaats in het Duitse München van 6 tot 12 juni 2022.

## Resultaten

### Mannen
| Onderdeel              | Goud                                             | Goud | Zilver                                          | Zilver | Brons                                     | Brons |
| ---------------------- | ------------------------------------------------ | ---- | ----------------------------------------------- | ------ | ----------------------------------------- | ----- |
| Recurve - individueel  | Miguel Alvariño Garcia                           | ESP  | Florian Unruh                                   | GER    | Mete Gazoz                                | TUR   |
| Recurve - team         | Federico Musolesi Mauro Nespoli Alessandro Paoli | ITA  | Pablo Acha Miguel Alvariño Garcia Daniel Castro | ESP    | Keziah Chabin Florian Faber Thomas Rufer  | SUI   |
| Compound - individueel | Mike Schloesser                                  | NED  | Yakup Yıldız                                    | TUR    | Robin Jäätma                              | EST   |
| Compound - team        | Batuhan Akçaoğlu Emircan Haney Yakup Yıldız      | TUR  | Sil Pater Mike Schloesser Stef Willems          | NED    | Stefan Heincz Michael Matzner Nico Wiener | AUT   |

### Vrouwen
| Onderdeel              | Goud                                              | Goud | Zilver                                    | Zilver | Brons                                   | Brons |
| ---------------------- | ------------------------------------------------- | ---- | ----------------------------------------- | ------ | --------------------------------------- | ----- |
| Recurve - individueel  | Gülnaz Coşkun                                     | TUR  | Michelle Kroppen                          | GER    | Katharina Bauer                         | GER   |
| Recurve - team         | Katharina Bauer Michelle Kroppen Charline Schwarz | GER  | Yasemin Anagöz Ezgi Başaran Gülnaz Coşkun | TUR    | Urška Čavič Nina Corel Ana Umer         | SLO   |
| Compound - individueel | Isabelle Carpenter                                | GBR  | Sophie Dodemont                           | FRA    | Ayşe Bera Süzer                         | TUR   |
| Compound - team        | Isabelle Carpenter Ella Gibson Jessica Stretton   | GBR  | Sara Ret Elisa Roner Marcella Tonioli     | ITA    | Yeşim Bostan Songül Lök Ayşe Bera Süzer | TUR   |

### Gemengd
| Onderdeel       | Goud                                 | Goud | Zilver                         | Zilver | Brons                          | Brons |
| --------------- | ------------------------------------ | ---- | ------------------------------ | ------ | ------------------------------ | ----- |
| Recurve - team  | Rick van der Ven Gabriela Schloesser | NED  | Florian Unruh Michelle Kroppen | GER    | Mauro Nespoli Tatiana Andreoli | ITA   |
| Compound - team | Stephan Hansen Tanja Gellenthien     | DEN  | Robin Jäätma Lisell Jäätma     | EST    | Emircan Haney Yeşim Bostan     | TUR   |

### Medaillespiegel
| Plaats | Land                | Goud | Zilver | Brons | Totaal |
| 1      | Turkije             | 2    | 2      | 4     | 8      |
| 2      | Nederland           | 2    | 1      | 0     | 3      |
| 3      | Verenigd Koninkrijk | 2    | 0      | 0     | 2      |
| 4      | Duitsland           | 1    | 3      | 1     | 5      |
| 5      | Italië              | 1    | 1      | 1     | 3      |
| 6      | Spanje              | 1    | 1      | 0     | 2      |
| 7      | Denemarken          | 1    | 0      | 0     | 1      |
| 8      | Estland             | 0    | 1      | 1     | 2      |
| 9      | Frankrijk           | 0    | 1      | 0     | 1      |
| 10     | Oostenrijk          | 0    | 0      | 1     | 1      |
| 10     | Slovenië            | 0    | 0      | 1     | 1      |
| 10     | Zwitserland         | 0    | 0      | 1     | 1      |
| Totaal | Totaal              | 10   | 10     | 10    | 30     |